# Pałac Ślubów w Częstochowie
Pałac Ślubów w Częstochowie – modernistyczna rotunda w Częstochowie, przy ul. marszałka Ferdynanda Focha, zbudowana w 1980 r. na potrzeby Urzędu Stanu Cywilnego w Częstochowie.
Projekt budowli opracował Włodzimierz Ściegienny z Miastoprojektu Częstochowa. Budowę obiektu przy ul. marszałka Ferdynanda Focha 19/21 ukończono w rok i w 1980 r. odbywały się w nim pierwsze śluby. W budynku zaprojektowano trzy sale ślubne, które znajdują się na piętrze: złota, różowa oraz błękitna i sala przygotowań uroczystości. Pałac ślubów to rotunda o zygzakowatym obrysie i średnicy 33 metrów. Budynek otaczają 24 stalowe słupy, tzw. żyletki, które akcentują każdą z części zygzakowatych części budynku. Budynek składa się z trzech kondygnacji, z czego jedna z nich jest podziemna, powierzchnia użytkowa wynosi 2473 m², kubatura 14 565 m³. 
Posadzki wyłożono marmurem Biała Marianna z rejonu Stronia Śląskiego, a ściany i filary wapieniem bolechowickim. Wnętrza zaprojektowali Władysław Noworyta i Tadeusz Skurkiewicz, witraże Karolina Ściegienny, a płaskorzeźby przy wejściu przedstawiające kobiety, mężczyzn, dzieci oraz kota w orszaku ślubnym to praca Włodzimierza Ściegiennego, Józefa Potępy i Wiesława Bielaka.
Do wnętrza prowadzą trzy wejścia, przy czym dla potrzeb ślubów zaprojektowano wejście od ul. Jana III Sobieskiego i to przy nim znajduje się płaskorzeźba przedstawiająca parę młodą oraz orszak weselników. Charakterystycznym elementem budynku jest klatka schodowa z krętymi schodami, która została wyposażona w przestrzeni między schodami w żyrandol z metalu i kolorowego szkła o wysokości 11 metrów i kolorowe witraże zdobiące jej parterową część. W podłużnych oknach drugiej kondygnacji umieszczono 16 witraży. W tym miejscu, w ośmiobocznej podstawie kopuły, przedstawione zostały także znaki zodiaku, ale w pomieszanej w trakcie realizacji kolejności (Panna poprzedza Raka i Byka). W górnym holu umieszczono owalny stół konferencyjny, a ścianę zdobi olejny pejzaż autorstwa Jerzego Pogorzelskiego. 
Budynek nie pełni funkcji muzealnej i nie jest na co dzień udostępniany do zwiedzania, pełniąc funkcję Urzędu Stanu Cywilnego. W pomieszczeniach w różnych okresach swoje siedziby miały także m.in. Wydział Kultury Urzędu Miasta i Muzeum Częstochowskie oraz organizacje pozarządowe, instytucje i stowarzyszenia, m.in. chór Collegium Cantorum i Towarzystwo Genealogiczne Ziemi Częstochowskiej.